# Make It Happen (singel Mariah Carey)
Make It Happen – trzeci i ostatni singel wydany z drugiego albumu Mariah Carey Emotions. Piosenka została napisana przez Mariah Carey, Davida Cole'a i Roberta Clivillésa z C+C Factory.

## Historia
Pięć pierwszych singli Mariah znalazło się na szczycie Billboard Hot 100, a szósty, czyli "Can't Let Go" na drugiej. Na "Make It Happen" została położona presja, aby ten singel stał się numerem jeden, ale ostatecznie znalazł się tylko na 5. pozycji. Singel spędził 16 tygodni w pierwszej 40 i był jednym z największych hitów końcoworocznej listy 1992, znajdując się na 42. pozycji tej listy. Piosenka otrzymała ogromną promocję w radiu, ale nie sprzedawała się zbyt dobrze. Na szczęście, w Hot 100 zaczęto pod bardziej brać pod uwagę częstotliwość odtwarzania piosenki w radiu niż jej sprzedaż. Singel stał się pierwszym w dyskografii Carey, który nie zdobył 1. pozycji innej listy Billboardu. Dobrze nie szło mu także w Kanadzie, gdzie ominął pierwszą 10. Lepiej niż poprzednie single poradził sobie w Australii i Wielkiej Brytanii.
Jak każdy poprzedni singel Mariah, "Make It Happen" zdobył BMI Pop Award, czyniąc album Emotions kolejnym w dyskografii wokalistki, którego wszystkie single zdobyły tę nagrodę.

## Listy przebojów
Carey zaśpiewała akustyczną wersję piosenki podczas swojego występu w programie MTV Unplugged, a następnie piosenka znalazła się na liście utworów MTV Unplugged EP. W recenzji MTV Unplugged, magazyn Rolling Stones napisał o "Make It Happen": "odpychająca porcja rytmu dance w oryginalnej wersji, przekształcona w entuzjastyczny kawałek prawdziwego popu". Remiks piosenki został nagrany przez producentów z C+C Factory.
Carey zaśpiewała piosenkę na pierwszym występie VH1 Divas Life. Śpiewała na otwarcie koncertu piosenkę "My All". Po tej piosence zaśpiewała "Make It Happen" i była to ostatnia piosenka, którą zaśpiewała tego wieczoru. Jak zawsze przy występach na żywo, towarzyszył jej chórek gospel.
W 2006 roku promocja piosenki przez stacje adult contemporary była kontynuowana. Carey regularnie śpiewała "Make It Happen" na swoich koncertach oraz na koncertach charytatywnych. Jednym z jej występów był Live 8 w londyńskim Hyde Park w lipcu 2005, jako część międzykontynentalnego projektu ulepszenia poziomu życia w Afryce. "Make It Happen" był też końcowym utworem pierwszej części występów w ramach The Adventures of Mimi Tour.

## Lista utworów
U.S. CD maxi single (cassette maxi single/12" single)
1. "Make It Happen" (extended version)
2. "Make It Happen" (dub version)
3. "Make It Happen" (C+C classic version)
4. "Make It Happen" (radio edit)
5. "Make It Happen" (album version)
6. "Emotions" (Special Motion edit)

European CD maxi single
1. "Make It Happen" (radio edit)
2. "Make It Happen" (extended version)
3. "Make It Happen" (dub version)
4. "Make It Happen" (C+C classic version)
5. "Make It Happen" (album version)

## Pozycje na listach przebojów
| Lista (1992)                                    | Najwyższa pozycja |
| ----------------------------------------------- | ----------------- |
| Australian ARIA Singles Chart                   | 35                |
| Canadian Singles Chart                          | 16                |
| Israeli Singles Chart                           | 10                |
| UK Singles Chart                                | 17                |
| U.S. ARC Weekly Top 40                          | 2                 |
| U.S. Billboard Hot 100                          | 5                 |
| U.S. Billboard Adult Contemporary               | 13                |
| U.S. Billboard Hot Dance Music/Club Play        | 16                |
| U.S. Billboard Hot R&B/Hip-Hop Singles & Tracks | 7                 |